# Fachhochschule für die Wirtschaft Hannover

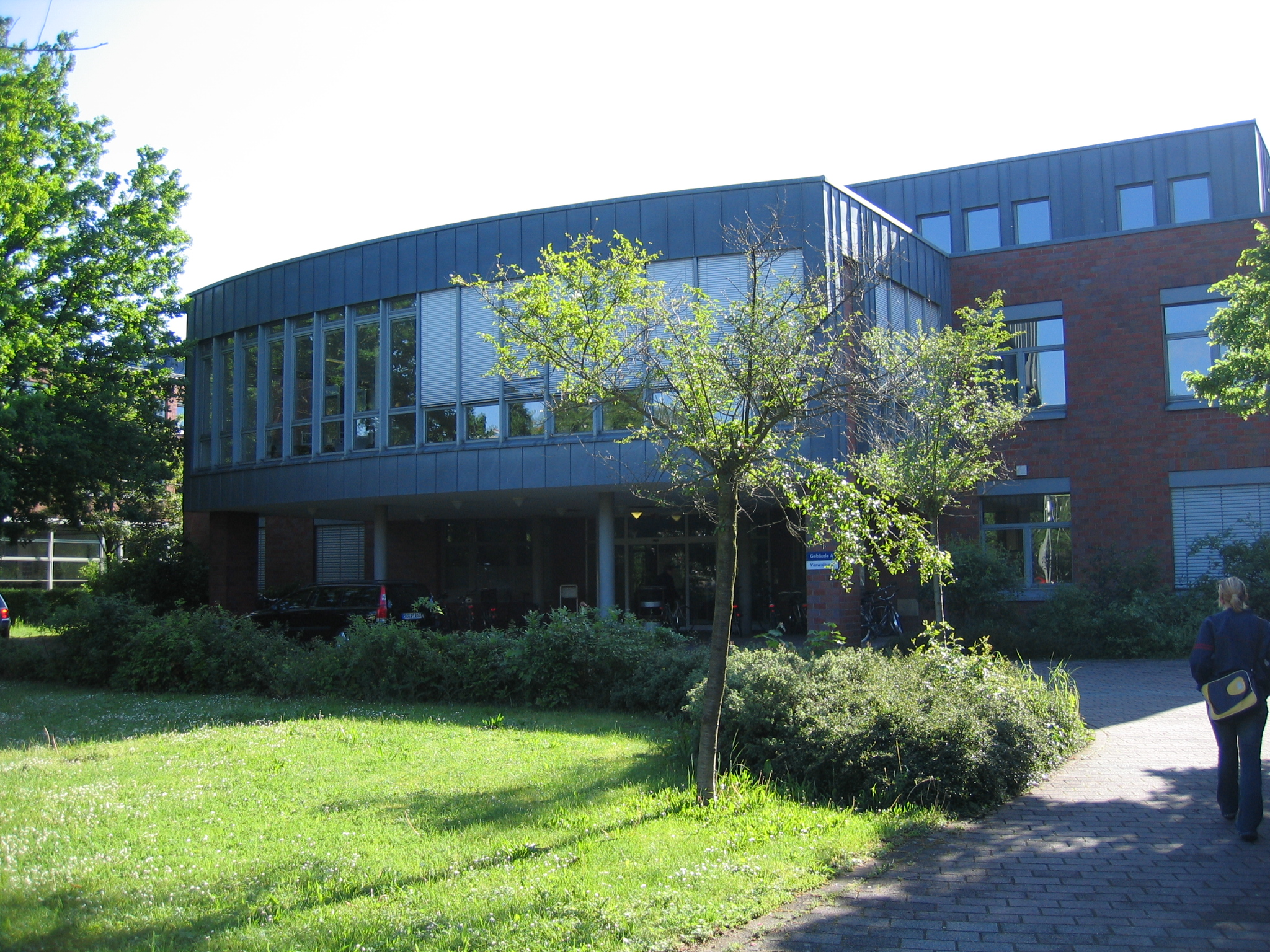
Frontansicht des Gebäudeteils A

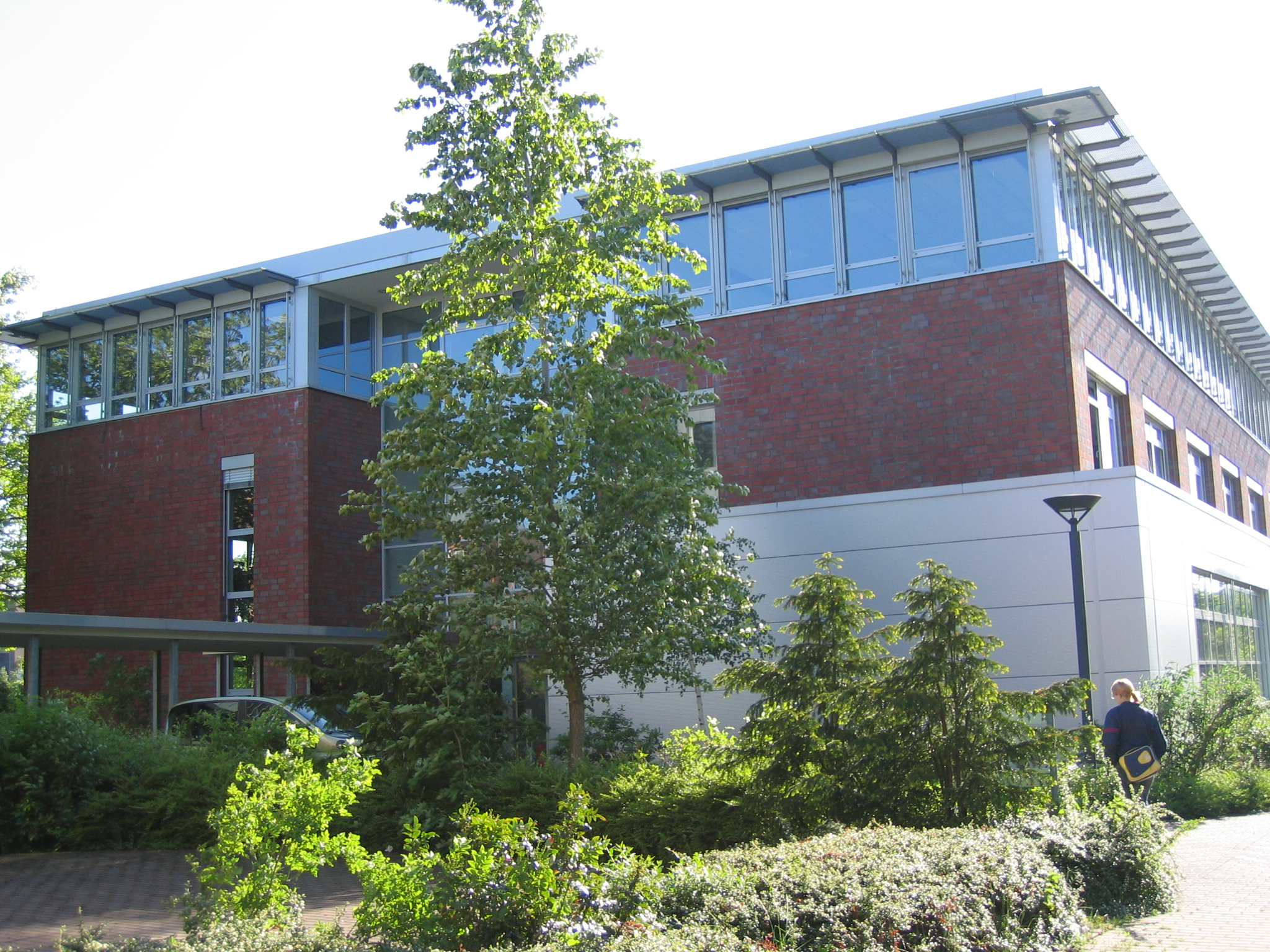
Frontansicht des Gebäudeteils B

Die Fachhochschule für die Wirtschaft Hannover ist eine private, staatlich anerkannte Fachhochschule in Hannover.

## Geschichte
Die FHDW wird vom Bildungszentrum für informationsverarbeitende Berufe gGmbH getragen. Mit der Gründung der Fachhochschule der Wirtschaft in Paderborn erfolgte im Jahr 1993 dann der Eintritt in die Hochschullandschaft in Nordrhein-Westfalen. 1996 wurde mit der Fachhochschule für die Wirtschaft (FHDW) Hannover eine weitere, niedersächsische Fachhochschule gegründet.

## Studium
Die FHDW bietet praxisintegrierende und duale Bachelor- und Master-Studiengänge auf den Gebieten Betriebswirtschaftslehre, Informatik und Wirtschaftsinformatik an.

## Studienangebote
- Bachelor
  - Betriebswirtschaft (B.A.) mit den alternativ zu wählenden Schwerpunktfächern "International Management", Consulting/Business Transformation", "Unternehmertum und Mittelstandsmanagement", "Steuern und Revisionswesen" oder "Versicherungswirtschaft"
  - Betriebswirtschaftslehre (B.A.) für Fachwirtinnen und Fachwirte, berufsbegleitend
  - Informatik (B.Sc.)
  - Wirtschaftsinformatik (B.Sc.)

- Master
  - Information Engineering (M.Sc.)
  - Business Data Analytics (M.Sc.)
  - Controlling, Finanzen und Risikomanagement (M.Sc.)
  - Marketing- und Vertriebsmanagement (M.A.)
  - Versicherungsmanagement (M.A.)
  - Taxation (M.A.)
  - Mittelstandsunternehmensführung (MBA in Entrepreneurship) in Kooperation mit der Hochschule Hannover

## Studiengebühren
Es werden monatliche Studiengebühren (und teilweise eine Prüfungsgebühr am Ende des Studiums) erhoben. Weitere Kosten fallen an für das SemesterTicket (obligatorisch für Vollzeitstudenten) bzw. die SemesterCard (optional für berufsbegleitend Studierende) und Beiträge für das Studentenwerk.

## Ranking
Die Bewertungsplattform StudyCheck bewertete im Hochschulranking die FHDW Hannover 2019 mit Platz 2 unter 74 Hochschulen. 2020 belegte die FHDW Hannover ebenfalls den zweiten Platz von insgesamt 108 bewerteten Hochschulen.
In den Jahren 2021 und 2022 wurde die FHDW Hannover von  StudyCheck mit Platz 1 als „Beliebteste Hochschule in Deutschland“ bewertet.